# Otello darf nicht platzen
Otello darf nicht platzen (englisch: Lend Me a Tenor) ist eine Komödie von Ken Ludwig. Das Stück wurde am 6. März 1986 im West End Theatre in London uraufgeführt. Es erhielt neun Nominierungen für den Tony Award und gewann anlässlich der Broadwayaufführung 1989 den Preis für den besten Hauptdarsteller (Philip Bosco) und beste Regie (Jerry Zaks). Das Stück wurde in 16 Sprachen übersetzt und in 25 Ländern aufgeführt.

## Handlung
Das Stück spielt in einer Hotelsuite in Cleveland, Ohio im Jahr 1934.

### 1. Akt
Henry Saunders, Direktor der Cleveland Grand Opera, erwartet ängstlich die Ankunft von Tito Merelli, dem weltbekannten italienischen Operntenor. Merelli kommt nach Cleveland, um die Titelrolle in Giuseppe Verdis Oper Otello zu singen. Das wäre das größte Ereignis in der Geschichte der Cleveland Grand Opera. Saunders bedrängt seinen Assistenten Max, darauf zu achten, dass Merelli direkt von seiner Suite zur Probe und pünktlich zur Aufführung kommt, da Merelli als unzuverlässig gilt. Maggie, die Tochter von Saunders und Teilzeitfreundin von Max, ist ein Fan von Tito Merelli und hofft ihn zu sehen, da sie ihn glühend verehrt.
Tito kommt in Begleitung seiner heißblütigen Frau Maria im Hotel an. Maria ist eifersüchtig, weil Tito mit anderen Frauen flirtet. Maggie versucht zumindest ein Autogramm von Tito zu bekommen. Da ihr Vater ihr das verbot, versteckt sie sich, als sie Stimmen hört, im Schrank, wo sie von Maria entdeckt wird. Maria schreibt ihrem Mann einen Abschiedsbrief und verlässt das Hotel.
Im Wohnraum gibt Max Tito einen Beruhigungstrank, damit er sich vor der Aufführung beruhigt, weiß jedoch nicht, dass Tito schon eine doppelte Dosis Beruhigungsmittel genommen hat. Max ist ein aufstrebender Opernsänger, der aber vor Publikum nicht singen kann. Tito gibt Max eine Gesangsstunde, macht mit ihm Auflockerungsübungen und zeigt ihm mit Selbstvertrauen zu singen. Tito und Max singen ein Duett aus Verdis Don Carlos. Tito legt sich im Schlafzimmer kurz nieder.
Vor der Aufführung will Max Tito wecken, doch durch die Beruhigungsmittel gelingt das nicht. Wegen des Abschiedsbriefes von Maria, den er für den von Tito hält, glaubt Max an Selbstmord. Saunders gerät wegen dieser Nachricht in Panik – wie soll er die Eintrittsgelder zurückerstatten? „Warum musste er sich vor der Aufführung töten. Er hätte doch bis morgen warten können!“
Saunders hat einen Plan: Niemand weiß, dass Tito tot ist. Im Kostüm und mit der Schminke des Mohren wird keiner etwas bemerken, wenn Max die Rolle spielt. Erst morgen verkündet man Titos Tod. Saunders und Max verlassen die Bühne und Tito erwacht.

Szenen mit Merelli, Max und Maggie aus Aufführungen der Kolping-Theatergruppe Kärlich im Jahr 2012
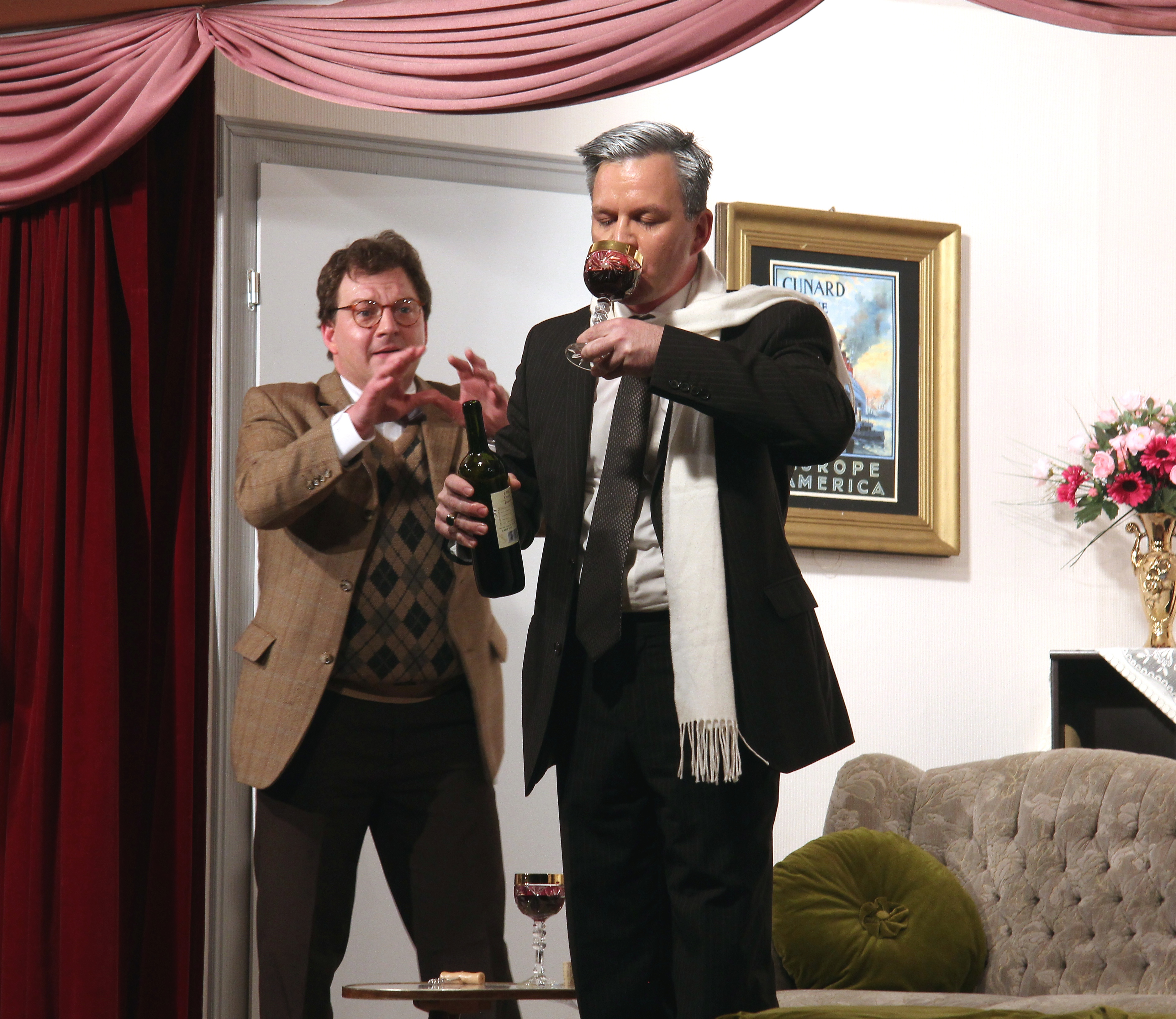
Schlaftrunk für Tito Merelli
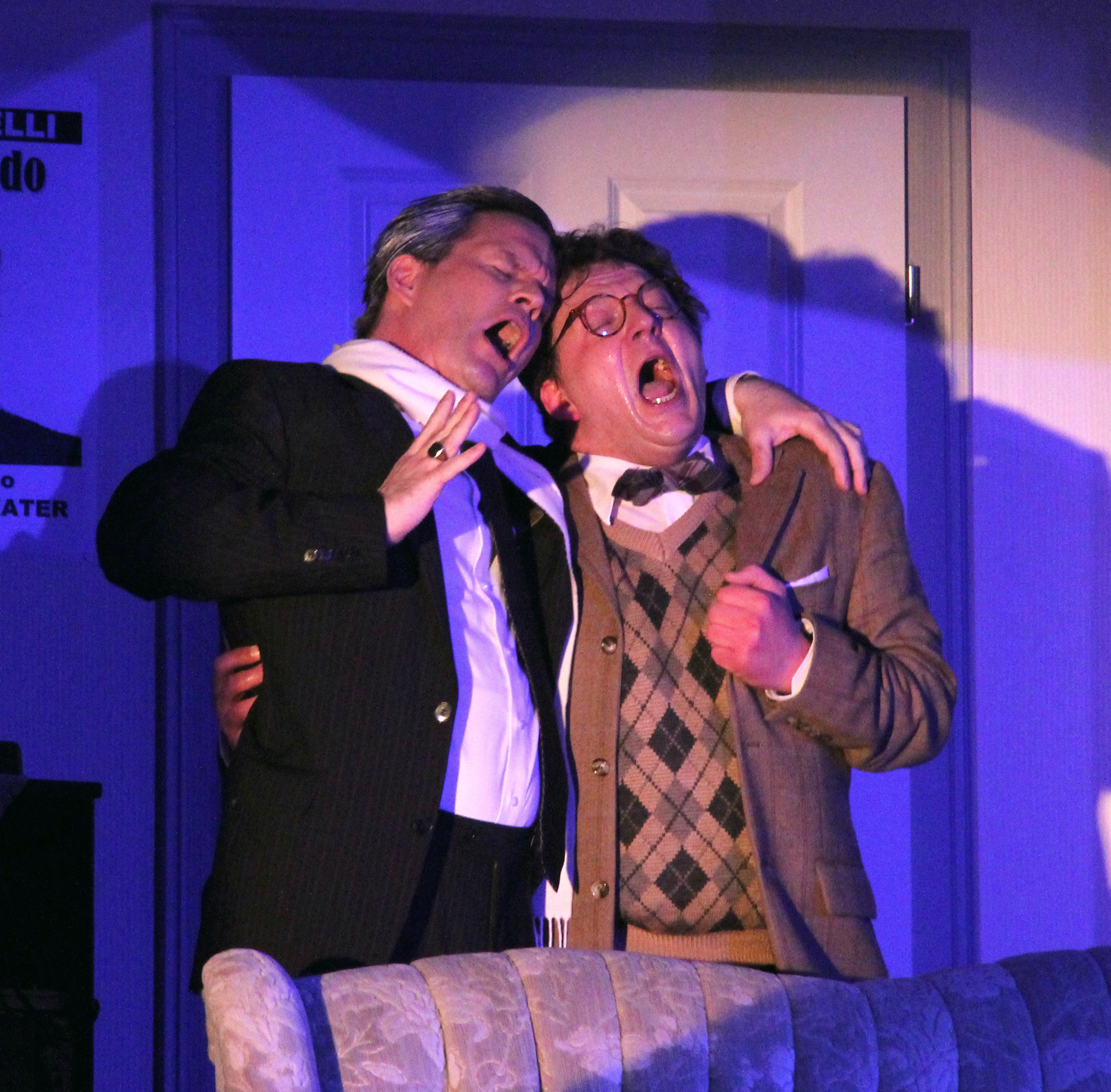
Gesangsstunde mit dem Meister
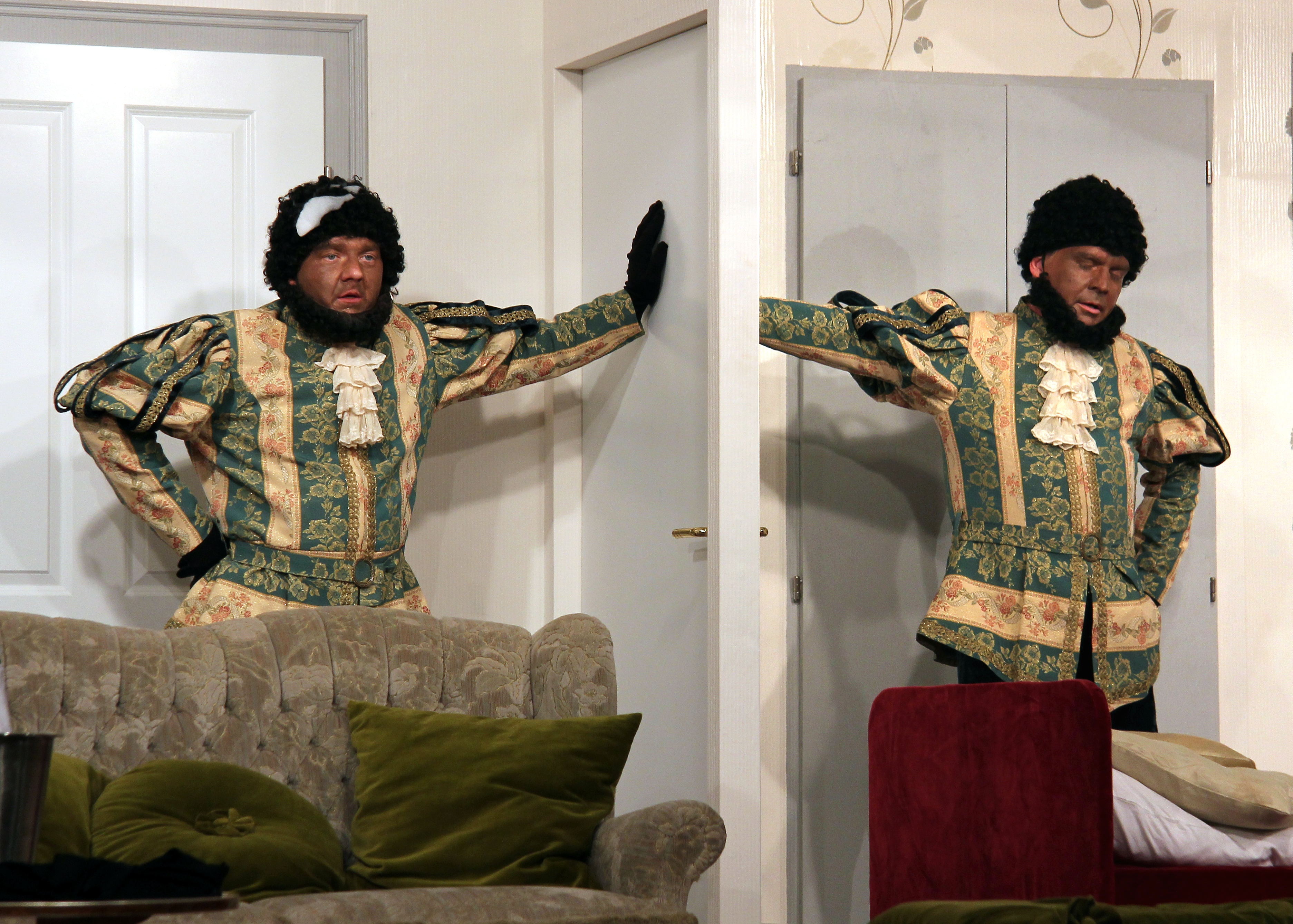
Wer ist der richtige Otello?
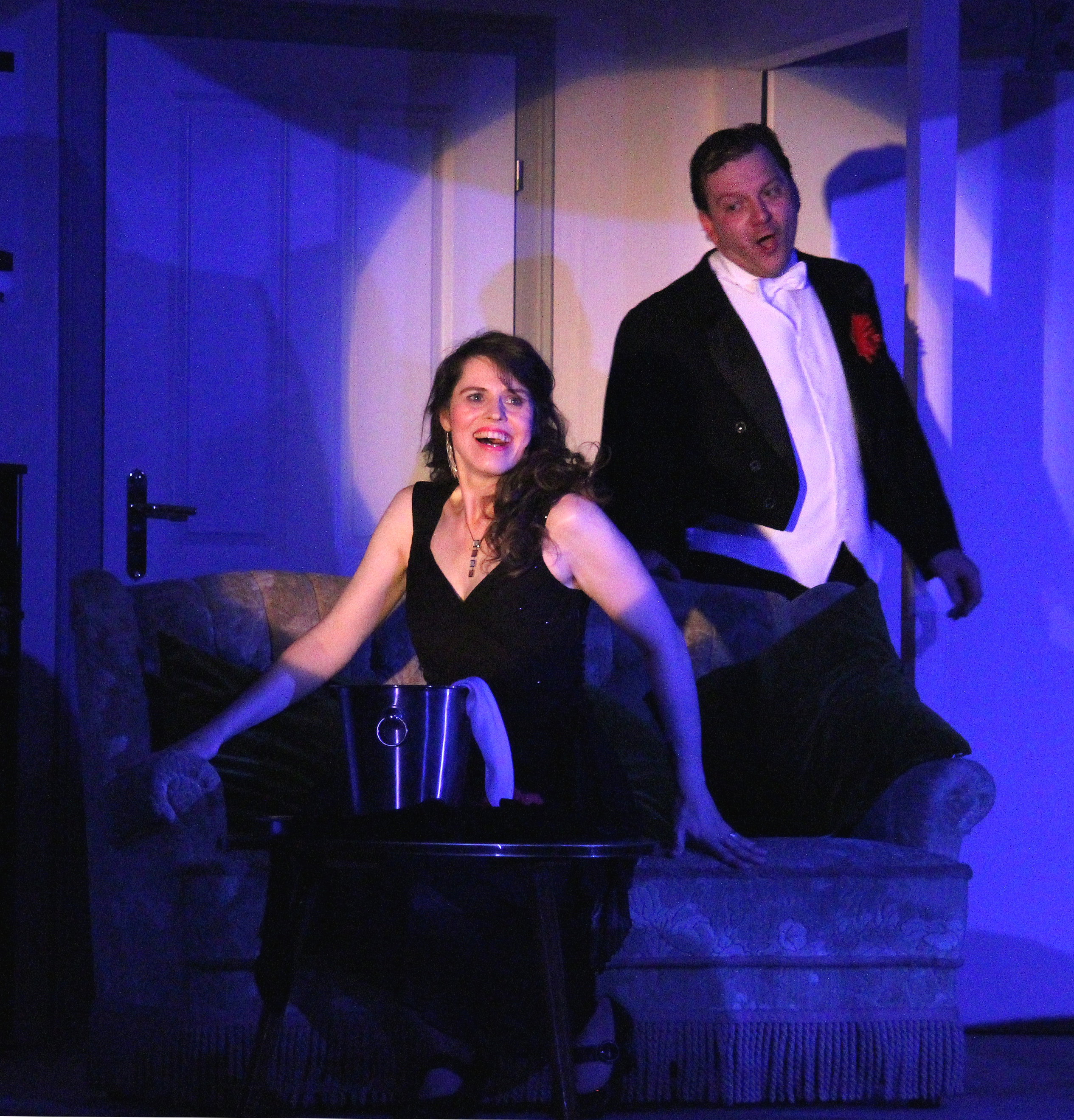
Max singt für seine Maggie

### 2. Akt
Saunders und Max kommen in die Hotelsuite. Die Otello-Aufführung war ein großer Erfolg. Niemand ahnte, dass Max und nicht Tito gesungen hat. Doch ein Anruf der Polizei beendet die Jubelstimmung. Ein Irrer versuchte während der Vorstellung als Otello verkleidet in die Oper zu kommen. Er schlug einen Polizisten, der versuchte ihn aufzuhalten, und entkam.
Saunders sagt Max, dass er schnell das Kostüm ausziehen und sich abschminken soll, während er hinuntergeht, um mit der Polizei zu sprechen. Als Max im Schlafzimmer Tito nicht findet, verlässt er noch immer im Kostüm die Suite, um Saunders zu warnen.
Da kommt Tito Merelli in die Hotelsuite, ebenfalls als Otello verkleidet. Außer sich und auf der Flucht vor der Polizei, da er der „Irre“ ist. Noch verwunderter ist er, als Diana ihn zur grandiosen Aufführung beglückwünscht und ihm dabei im Schlafzimmer in die Arme fällt. In der Zwischenzeit kommt Max in das Wohnzimmer, wo er von Maggie umarmt wird, die ihn für Tito hält.
Nach turbulenten Verwechselungen kommt Maria zurück ins Hotel. Schnell wird Diana im Bad versteckt. Tito umarmt seine Frau und verlässt das Hotel. Maggie erkennt, dass ihr Tito in Wirklichkeit Max ist. Sie küssen sich und der Vorhang fällt.

## Fernsehaufzeichnung
- 2002: Wiener Kammerspiele, Otto Schenk (Tito Merelli), Siegfried Walther (Max), Senta Wengraf (Julia), Gideon Singer (Saunders), Kathrin Beck (Maggie), Isabella Gregor (Maria), Erich Altenkopf (Page), Gabriele Jacoby (Diana), Inszenierung Gernot Friedel[2]

## Adaptionen / Folgewerke
2010 kam der Stoff als Musical Otello darf nicht platzen (Lend Me a Tenor) mit Musik von Brad Carroll und Text von Peter Sham auf die Bühne. 2015 hatte die Fortsetzung Das Geheimnis der drei Tenöre (A Comedy of Tenors), ebenso von Ken Ludwig verfasst, in Cleveland ihre Uraufführung. Schließlich schrieb Ludwig die Komödie Carmen darf nicht platzen (Lend Me A Soprano), die im Jahr 2022 uraufgeführt wurde.